# 5460 Tsénaatʼaʼí
5460 Tsénaatʼaʼí là một tiểu hành tinh vành đai chính với chu kỳ quỹ đạo là 1218.7847639 ngày (3.34 năm).
Nó được phát hiện ngày 12 tháng 1 năm 1983.